# Julian Ramirez
Julian Ramirez (* 18. Juni 1989 in Monterrey) ist ein mexikanischer Eishockeyspieler, der seit 2014 bei den Tigres Nuevo Leon spielt.

## Karriere
Julian Ramirez begann seine Karriere als Eishockeyspieler in der halbprofessionellen Liga Mexicana Élite, in der er von 2011 bis 2013 bei den Zapotec Totems auf dem Eis stand. 2013/14 spielt er bei der Mannschaft aus Metepec, ehe er zu den Tigres Nuevo Leon wechselte.

### International
Für Mexiko nahm Ramirez an den Weltmeisterschaften der Division II 2012, 2013, 2014 und 2015 teil. 2013 wurde er als bester Stürmer der Gruppe B der Division II ausgezeichnet. Zudem nahm er am Qualifikationsturnier für die Olympischen Winterspiele 2014 in Sotschi teil, bei dem die mexikanische Mannschaft aber bereits in der Vorqualifikation ausschied. Zudem stand er beim Pan-amerikanischen Eishockeyturnier 2014, bei dem er mit seinem Team den zweiten Rang belegte, auf dem Eis.